# Lycaeopsis zamboangae
Lycaeopsis zamboangae is een vlokreeftensoort uit de familie van de Lycaeopsidae. De wetenschappelijke naam van de soort is voor het eerst geldig gepubliceerd in 1888 door Stebbing.